# Route nationale 334
Pour les articles homonymes, voir Route 334.
La route nationale 334, ou RN 334, était une route nationale française reliant Coucy-le-Château-Auffrique à Boves. Elle reprenait le tracé d'une voie romaine (la Chaussée Brunehaut) et était totalement en ligne droite de Boves à Cuts (voie romaine d'Amiens à Soissons). Une seconde chaussée évitant toutes les traversées d'agglomération avait été construite de la sortie de Longueau à Roye où se trouve l'échangeur N° 12 de l'A1. Malgré la construction de l'A16, cet itinéraire est toujours le plus fréquenté pour relier Amiens et Paris.
À la suite de la réforme de 1972, la RN 334 a été déclassée en RD 934 sauf dans la traversée de Roye où elle est devenue la RD 34, la RD 934 correspondant alors à la rocade nord de la ville.
Le numéro 334 a été réattribué à la partie nord de la rocade de Béziers, construite entre 2002 et 2005, entre les RN 9 et 112 ; cette route a été déclassée en RD 612 en 2006.

## Ancien tracé de Coucy-le-Château-Auffrique à Boves

### Ancien tracé de Coucy-le-Château-Auffrique à Noyon (D 934)

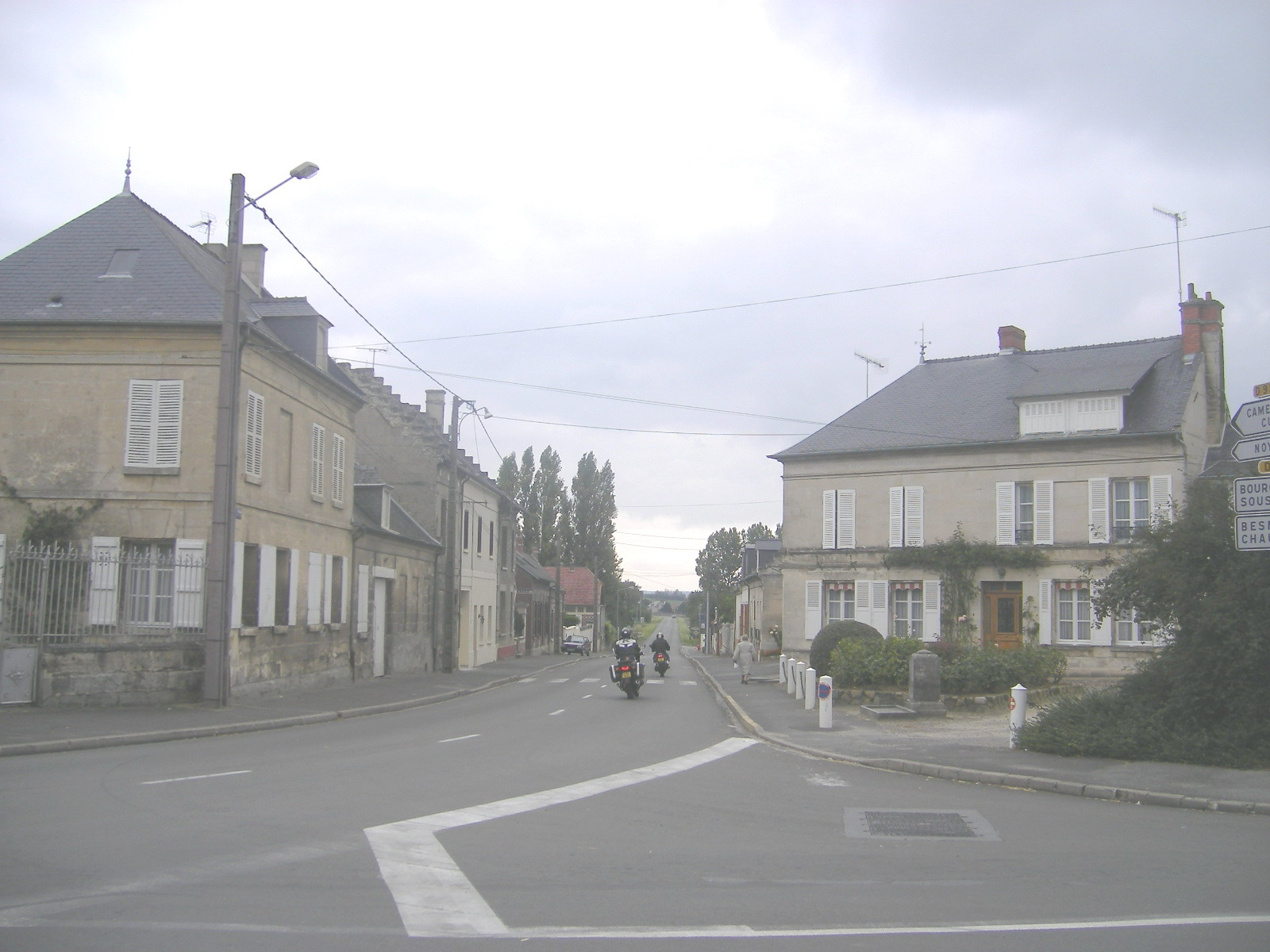
L'ex RN 334 à Blérancourt

- Coucy-le-Château-Auffrique (km 0)
- Guny (km 4)
- Trosly-Loire (km 7)
- Saint-Aubin (km 10)
- Blérancourt (km 13)
- Camelin (km 15)
- Cuts (km 18)
- Pontoise-lès-Noyon (km 22)
- Noyon (km 27)

### Ancien tracé de Noyon à Boves (D 934)
- Noyon (km 27)
- Le Pavé, communes d'Avricourt & de Margny-aux-Cerises (km 41)
- Roiglise (km 44)
- Roye (km 49)
- La Cambuse, commune d'Andechy (km 56)
- Bouchoir (km 60)
- Maison-Blanche, commune de Mézières-en-Santerre (km 69)
- Domart-sur-la-Luce (km 76)
- Boves (km 86)